# Wzgórze Gajowe
Wzgórze Gajowe – sztucznie usypane wzgórze położone na osiedlu Gaj we Wrocławiu o wysokości 155,4 m n.p.m., popularnie zwane przez okolicznych mieszkańców „Wysypem”. Określenie to związane jest z genezą wzgórza, która wiąże się głównie z odgruzowywaniem miasta po zniszczeniach wojennych. Wysokość względna Wzgórza Gajowego wynosi 31,5 m. Najwyższy punkt tego wzniesienia znajduje się w południowo-wschodnim narożniku wzgórza. Jest to drugi pod względem wysokości punkt terenowy we Wrocławiu (wyższe jest Wzgórze Maślickie). Powierzchnia zajęta przez usypisko wynosi 8 ha. 

## Zasady korzystania z obiektu i ograniczenia

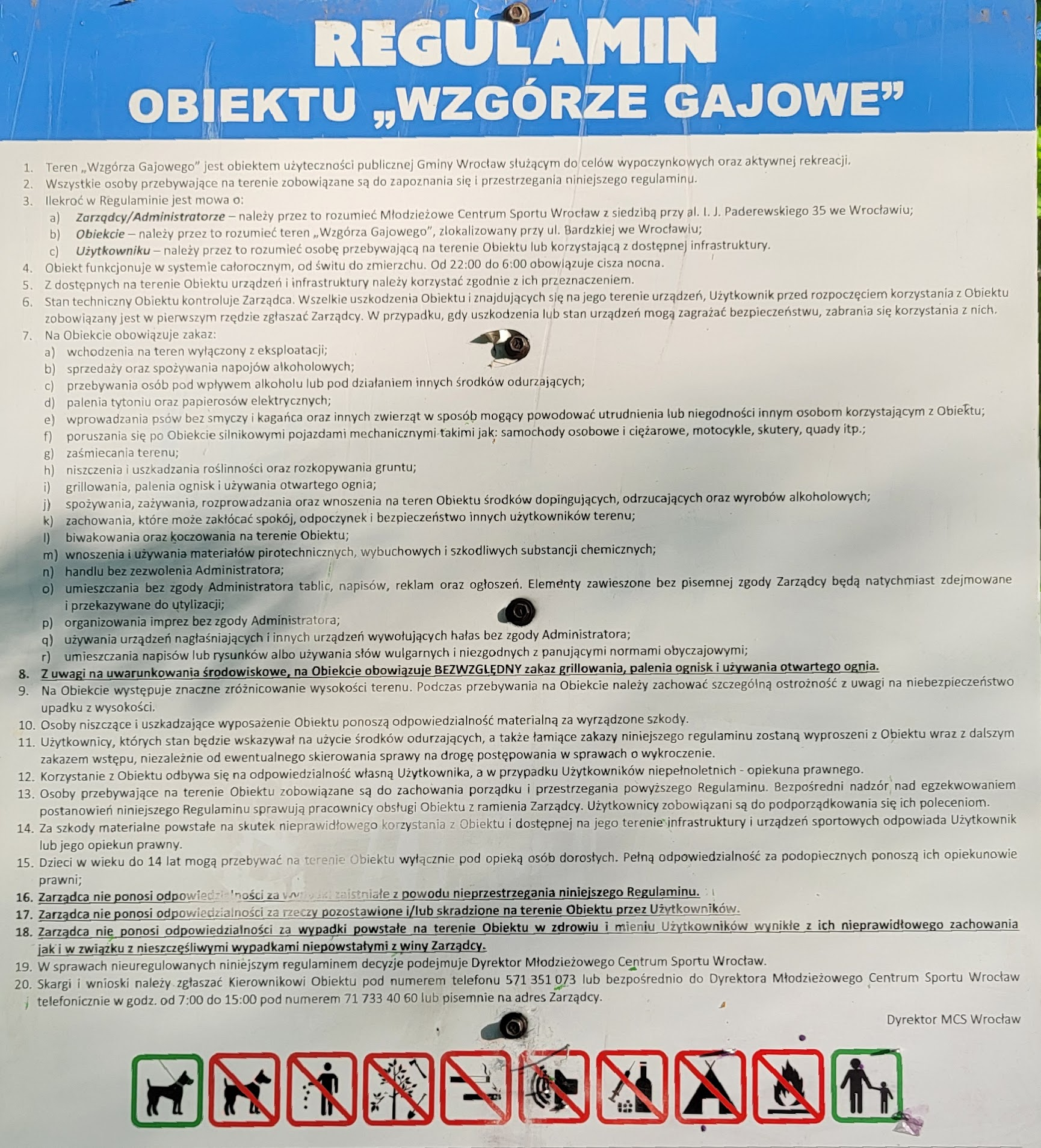
Regulamin administratora

Wzgórze jest obiektem użyteczności publicznej Gminy Wrocław, a administratorem obiektu jest Młodzieżowe Centrum Sportu. Zgodnie z regulaminem służy do celów wypoczynkowych oraz aktywnej rekreacji. Na jego terenie zabrania się spożywania alkoholu i środków odurzających, palenia tytoniu, wnoszenia materiałów pirotechnicznych, wprowadzania psów bez smyczy i kagańca, organizowania imprez oraz biwakowania. Od godziny 22:00 do 6:00 obowiązuje cisza nocna. 
Ze względu na uwarunkowania środowiskowe na terenie obiektu obowiązuje bezwzględny zakaz grillowania, palenia ognisk oraz używania otwartego ognia.
Częste jednak są pożary obiektu, tak jak i nieprzestrzeganie regulaminu przez użytkowników obiektu.

## Obecność metanu i zagrożenie wybuchami
W przeszłości na wzgórzu dochodziło do eksplozji metanu, którym towarzyszyły gejzery ognia, powodowane przez rozkładające się odpady organiczne. Zagrożenie metanem występuje również na wrocławskim Wzgórzu Maślickim, które ze względu na swoje pochodzenie jest także dawnym składowiskiem odpadów. 

## Charakterystyka przyrodnicza

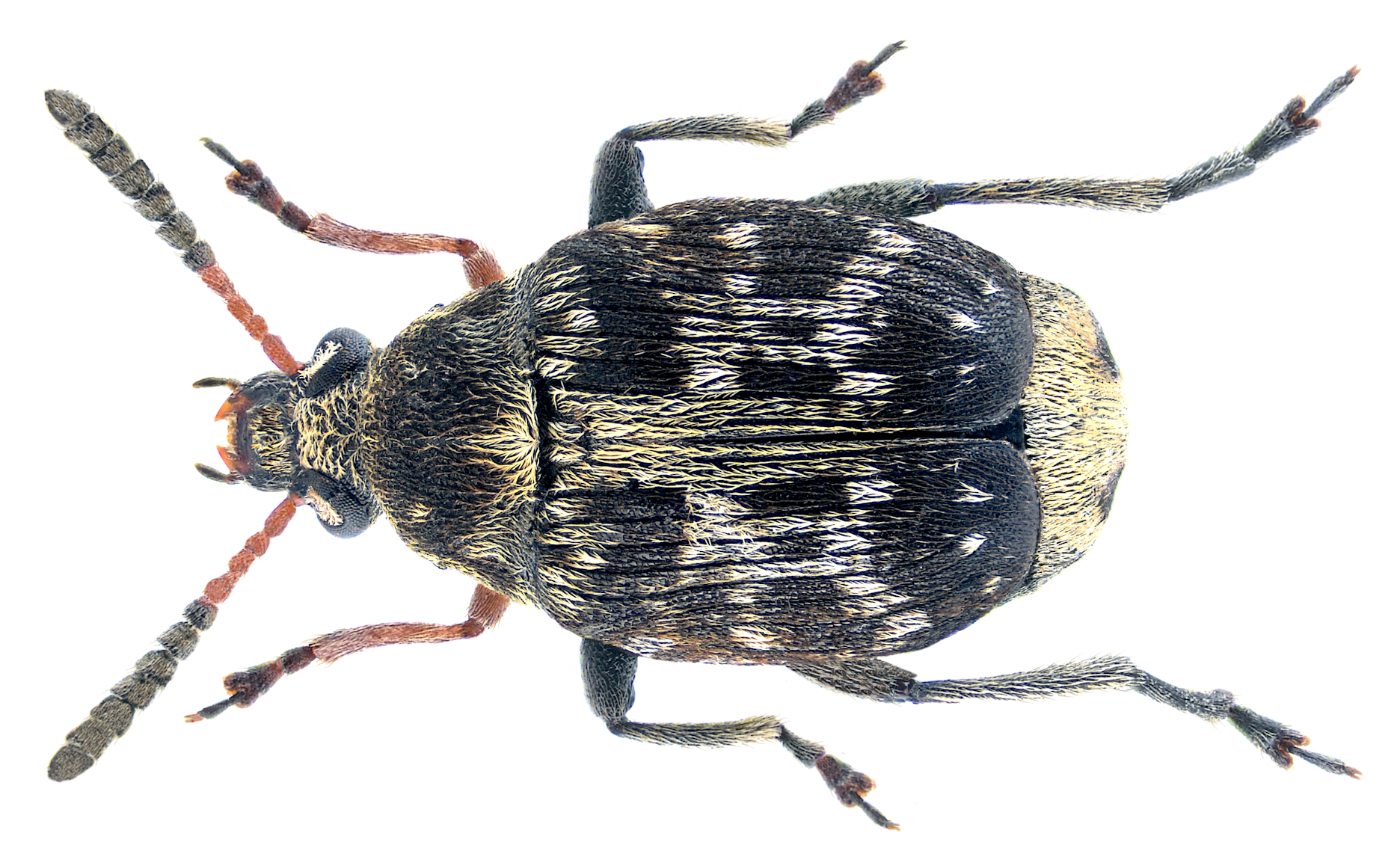
Bruchus affinis

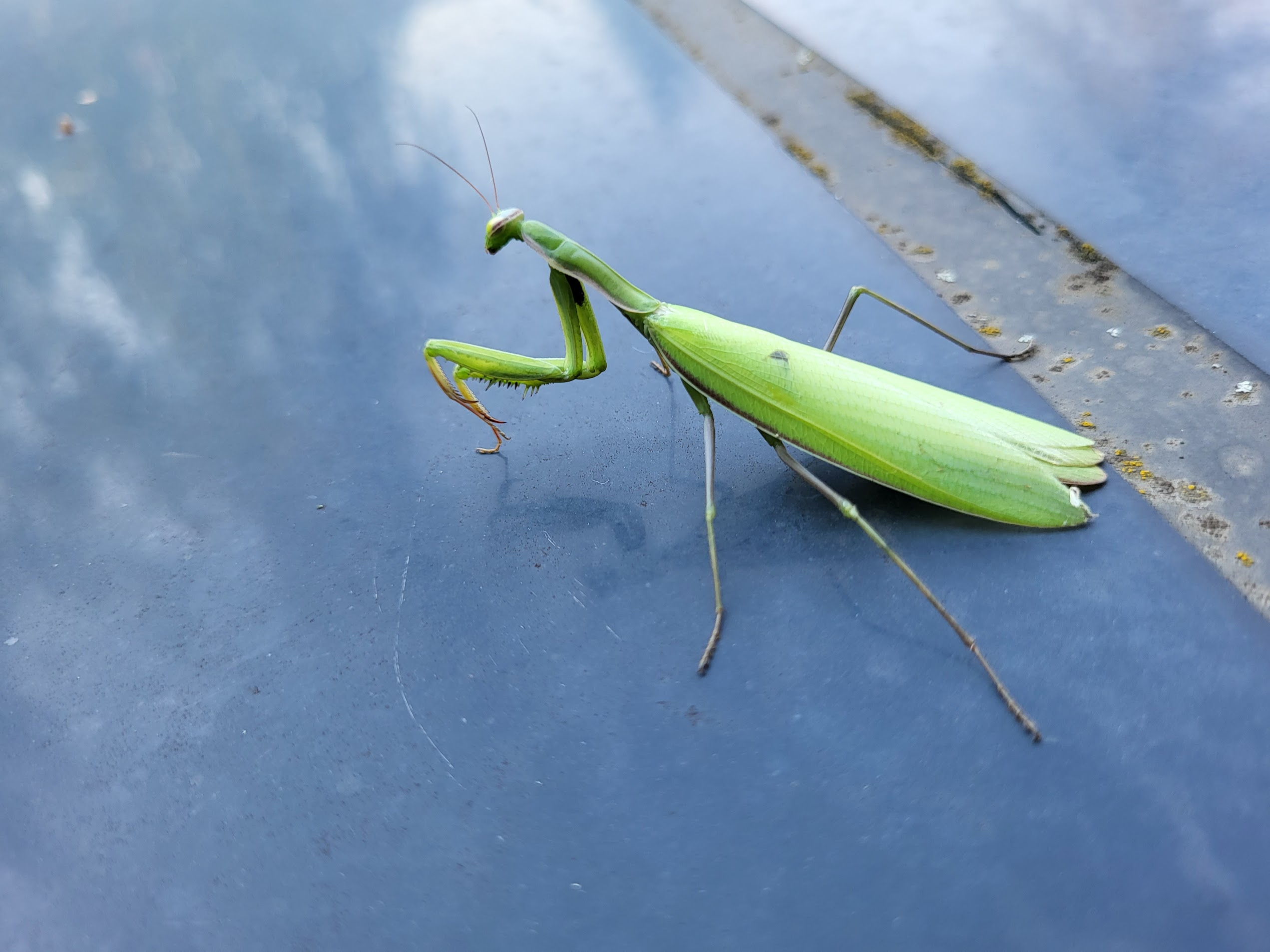
Modliszka zwyczajna (Mantis religiosa), ul. Wambierzycka

Po zakończeniu aktywnego wywozu gruzu i ukształtowaniu stoków z ziemi, na wzgórzu i w jego otoczeniu wykształciło się środowisko przyrodnicze obejmujące płaski obszar wzniesienia gdzie dominuje roślinność typowa dla suchych, ubogich terenów, oraz stoki i podnóże, gdzie dominuje roślinność ruderalna.

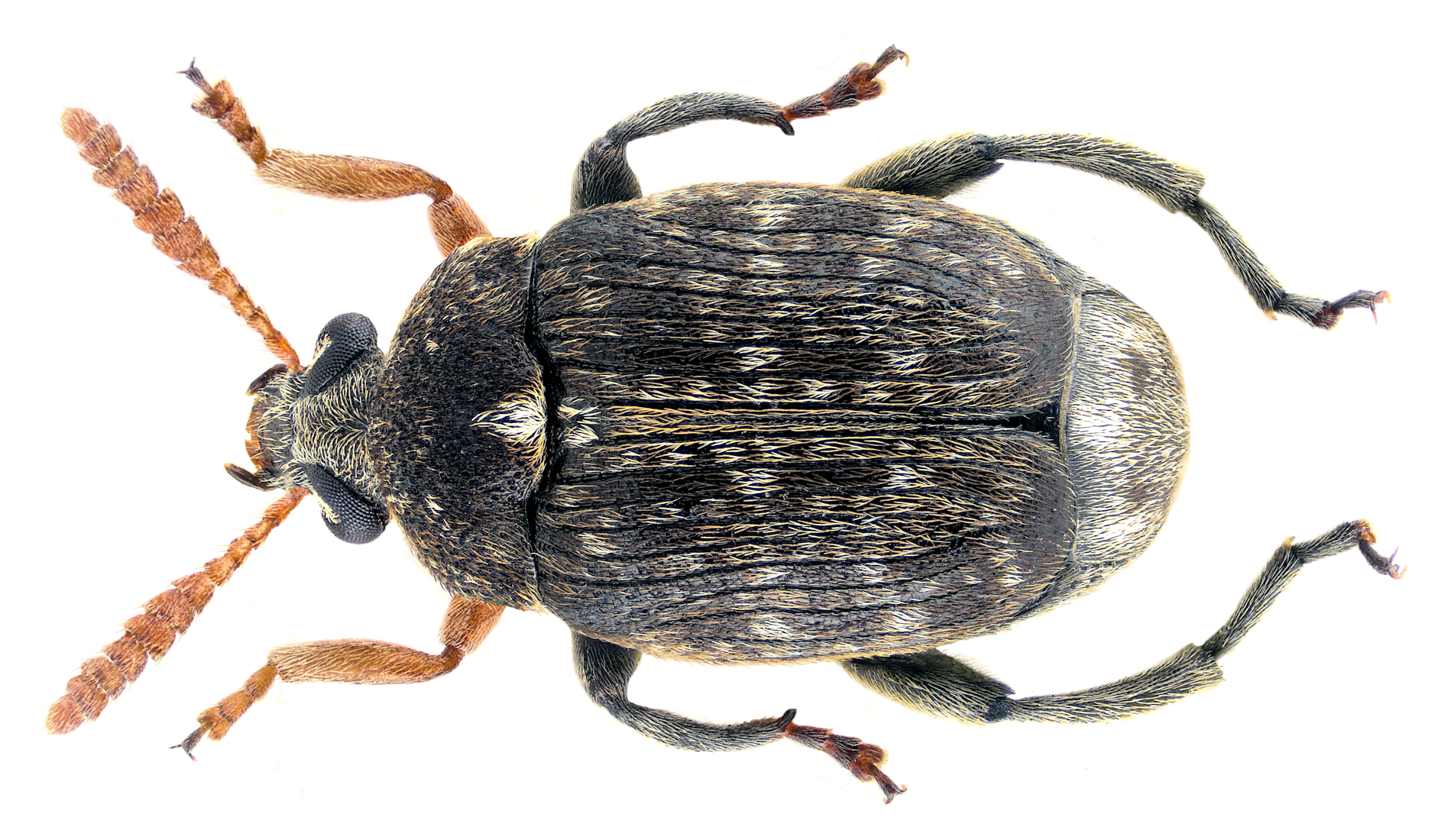
Bruchus brachialis

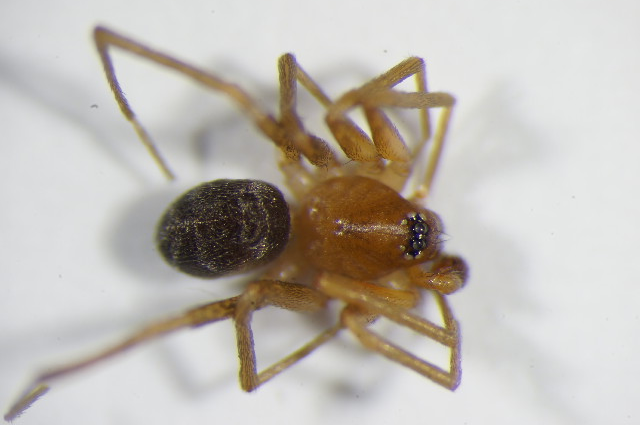
Zodarion rubidum

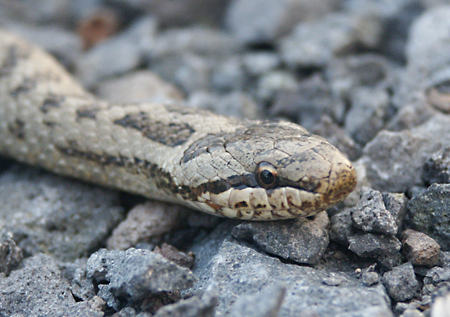
Coronella austriaca, gniewosz plamisty

Wzgórze, pozostawione bez ingerencji człowieka, uległo naturalnemu procesowi sukcesji – porosło spontaniczną roślinnością, która sprzyjała pojawieniu się charakterystycznych dla dzikich siedlisk gatunków flory i fauny. 
Naukowcy wskazują, że dla ochrony rzadkich bezkręgowców występujących na wzgórzu należy utrzymać charakter roślinności, zapobiec zalesieniu stoków w wyniku sukcesji bądź działalności ludzkiej. 

### Gatunki cenne, gatunki chronione
Zinwentaryzowano tu wiele gatunków zwierząt, wśród których szczególnie cennych jest sześć gatunków chrząszczy. Dla Melanophthalma maura jest to pierwsze stwierdzenie w Polsce, Bruchus brachialis – drugie stanowisko w kraju, Bruchus martinezi – potwierdzenie występowania w Polsce, Bruchus affinis – pierwsze stanowisko na Dolnym Śląsku od XIX wieku oraz Spermophagus calystegiae – jedyne znane miejsce występowania na Dolnym Śląsku. Stwierdzono także występowanie niespotykanego do tej pory w Polsce pająka Zodarion rubidum.
10 lipca 2021 r. w pobliżu Wzgórza, na ścieżce wzdłuż nasypu kolejowego, po raz pierwszy we Wrocławiu zaobserwowano gniewosza plamistego (Coronella austriaca), gatunek węża wpisany do Polskiej czerwonej księgi zwierząt w kategorii VU – narażony na wyginięcie. 
17 sierpnia 2023 roku na sąsiadującej ze Wzgórzem ulicy Wambierzyckiej zaobserwowano modliszkę zwyczajną (Mantis religiosa) – w Polsce objęta ochroną gatunkową, w Czerwonej Księdze Zwierząt z kategorią EN, czyli gatunek bardzo wysokiego ryzyka. 
Na terenie obiektu zaobserwowano trzmiele; w Polsce 28 gatunków trzmieli podlega ochronie częściowej. 
Występuje częściowo chroniony ślimak winniczek. 

### Gatunki pospolite
Ponadto spotykane są tu pospolite: murawka darniowiec, hurtnica pospolita, ślinik luzytański.

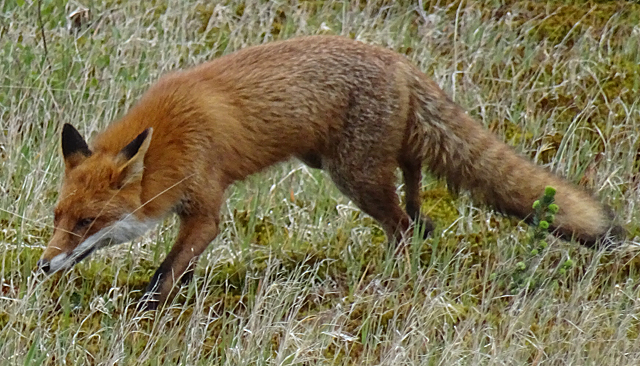
Lis pospolity
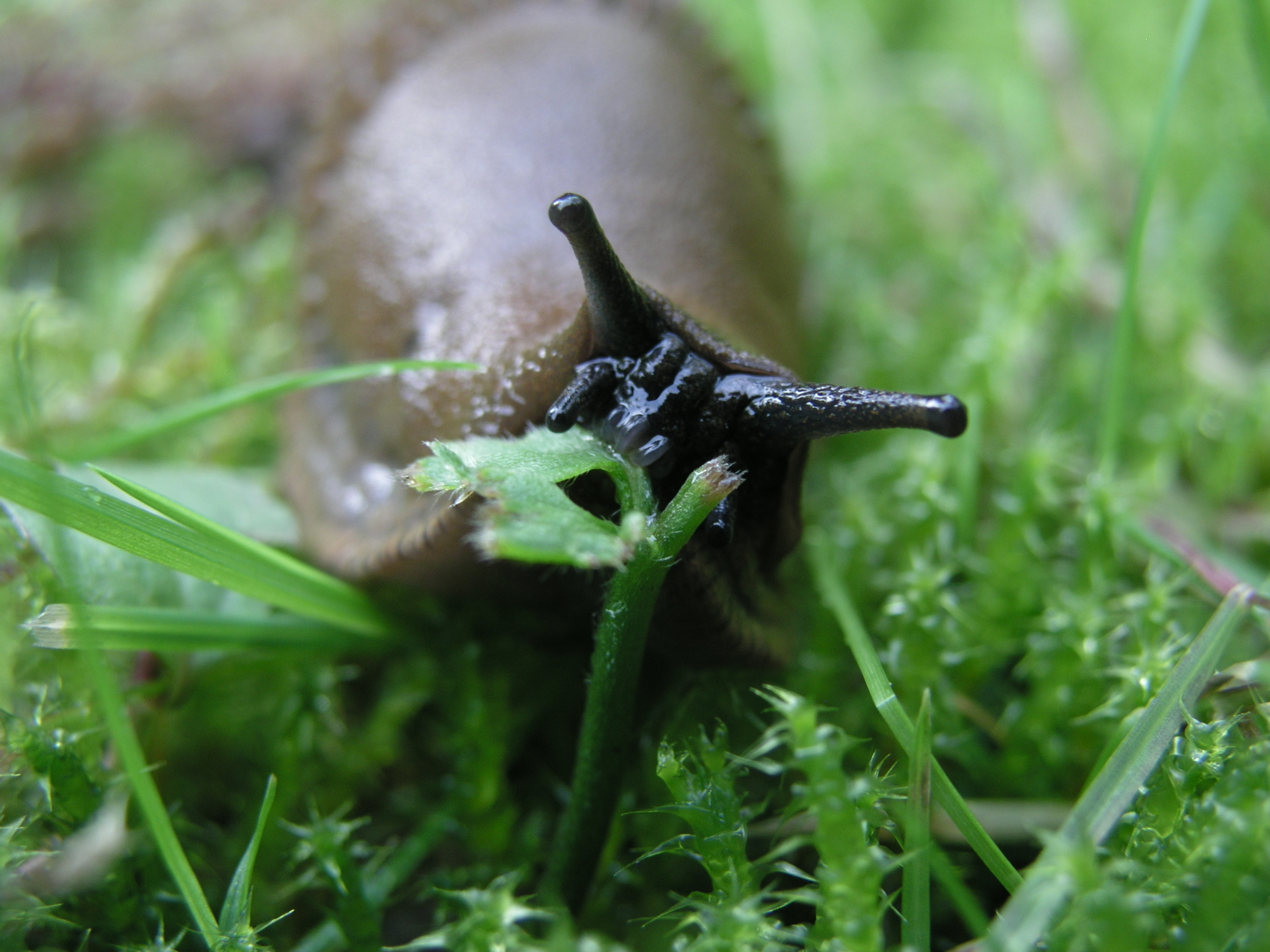
Ślinik luzytański
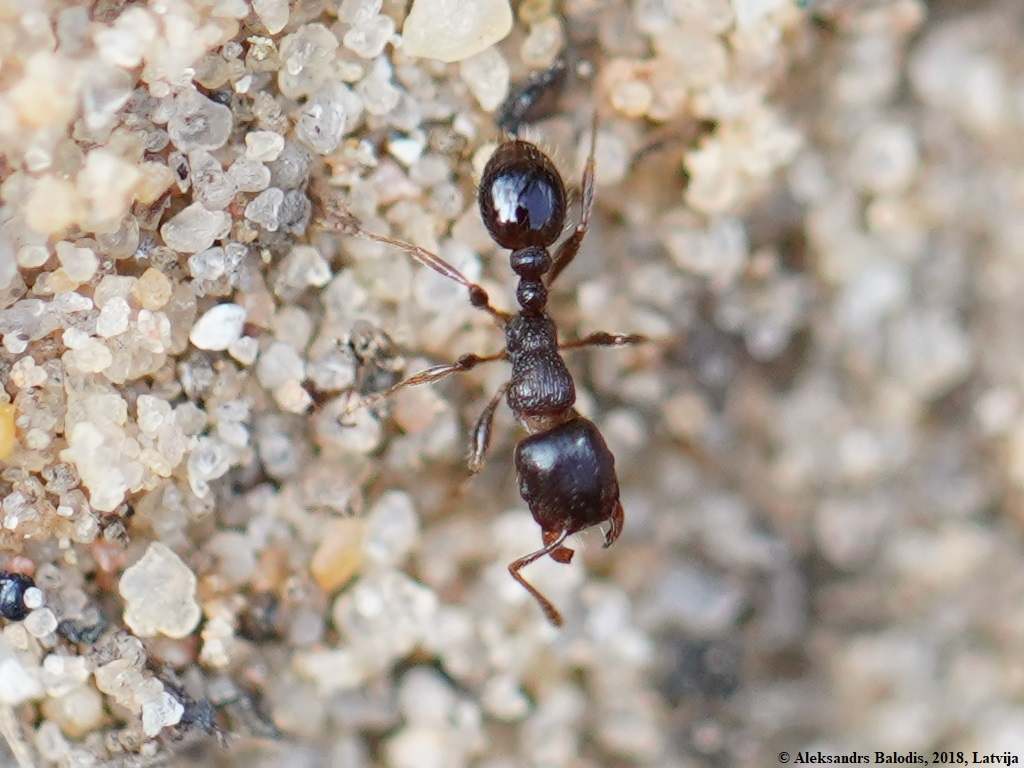
Murawka darniowiec
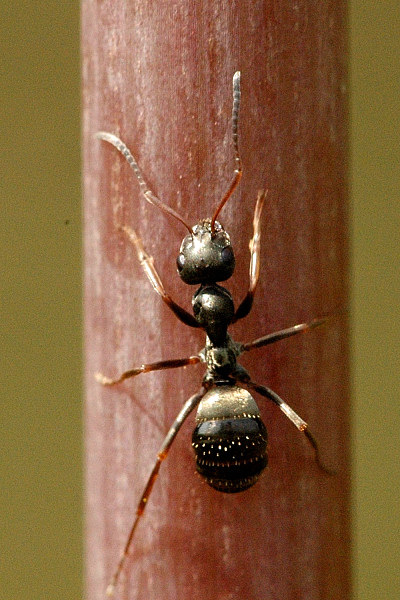
Hurtnica pospolita

## Punkt widokowy
Jest doskonałym punktem widokowym na Wrocław i Sudety, co czyni je dogodnym miejscem do wykonywania dalekich obserwacji.
Budynki widoczne przy odpowiednich warunkach atmosferycznych to wrocławski Stary Ratusz, Hala Stulecia, Muzeum Poczty i Telekomunikacji, Sky Tower, kominy wrocławskiej elektrociepłowni, wieża ciśnień Gazowni na Tarnogaju, elektrociepłownia Czechnica w Siechnicach, wysokie budynki w Oławie i elektrownia wiatrową w Gaju Oławskim. 
Widoczne są kościoły: Ducha Świętego, Wniebowzięcia NMP. 

Często można dostrzec Wzgórza Strzelińskie, Masyw Ślęży, Góry Sowie, Góry Bardzkie i Góry Kamienne. Nieco rzadziej obserwować można Karkonosze, Góry Kaczawskie, Góry Opawskie, Jesioniki i Masyw Śnieżnika w Sudetach Wschodnich.

Galeria – widoki z kolejnych punktów wokół krawędzi wzgórza, ułożone w porządku okrężnym
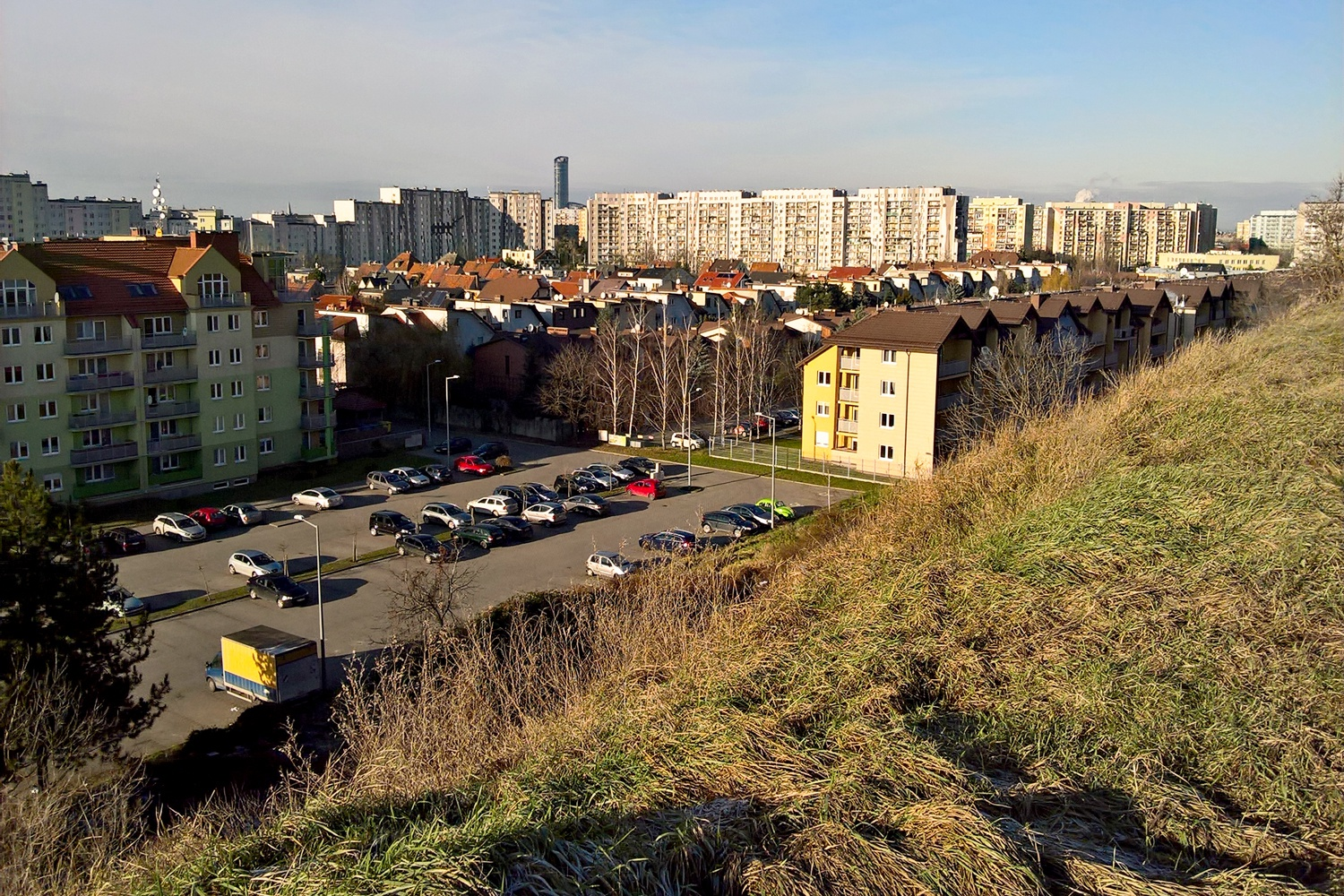
Widok ze Wzgórza Gajowego w kierunku osiedla Gaj. Na środku, w głębi Sky Tower.
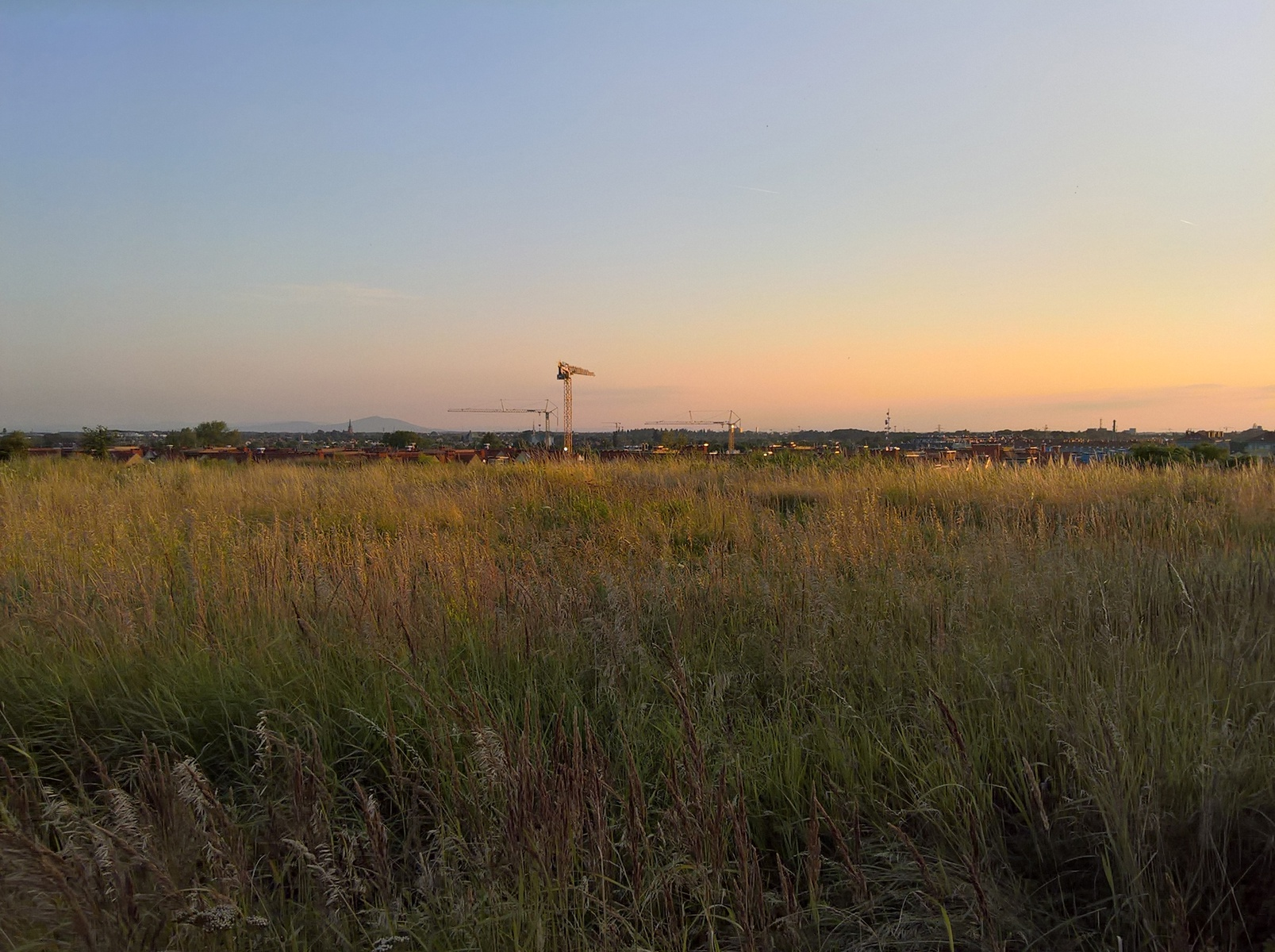
Kierunek poł.-zach.: po lewej w głębi masyw Ślęży. Na jego tle Kościół Wniebowzięcia NMP na Ołtaszynie
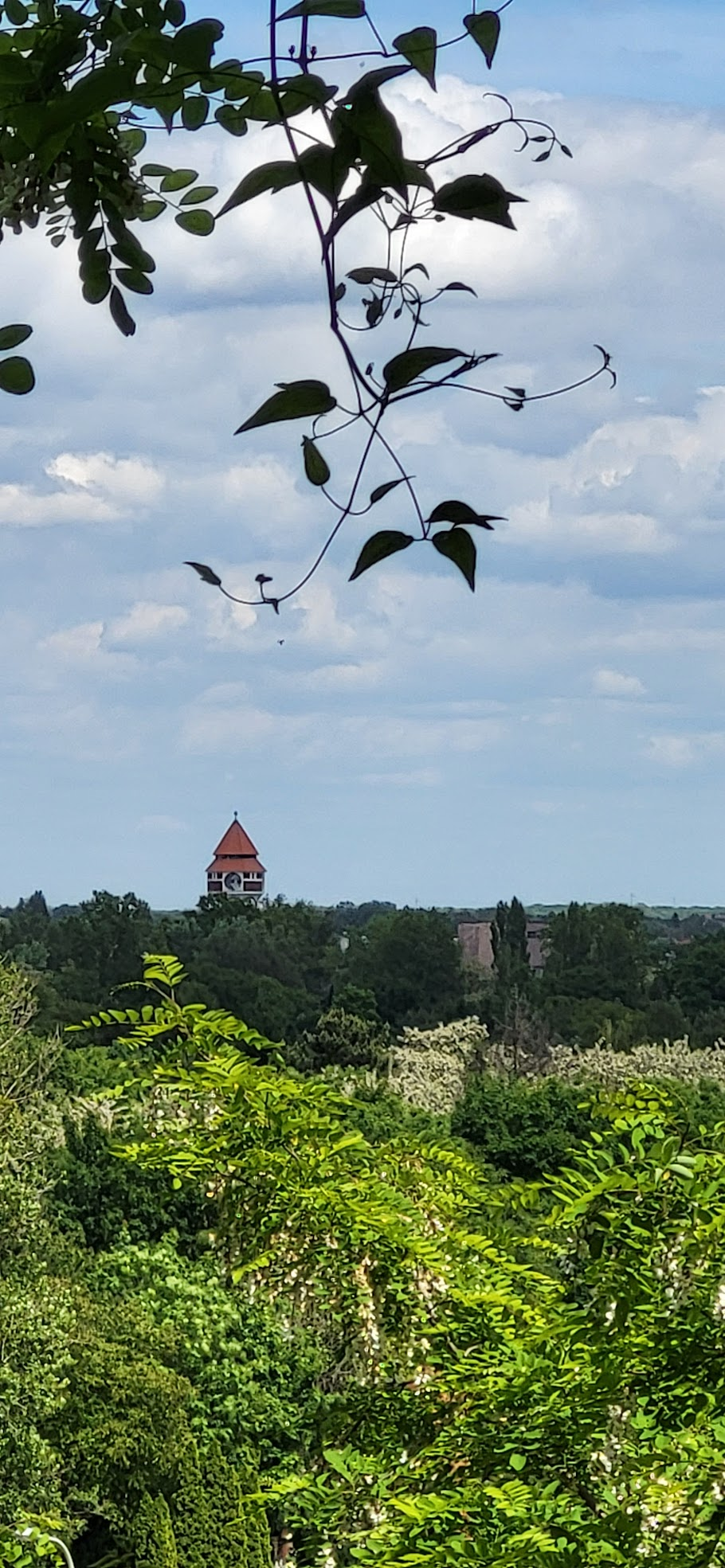
Spojrzenie na wschód: wieża ciśnień Gazowni Miejskiej na Tarnogaju
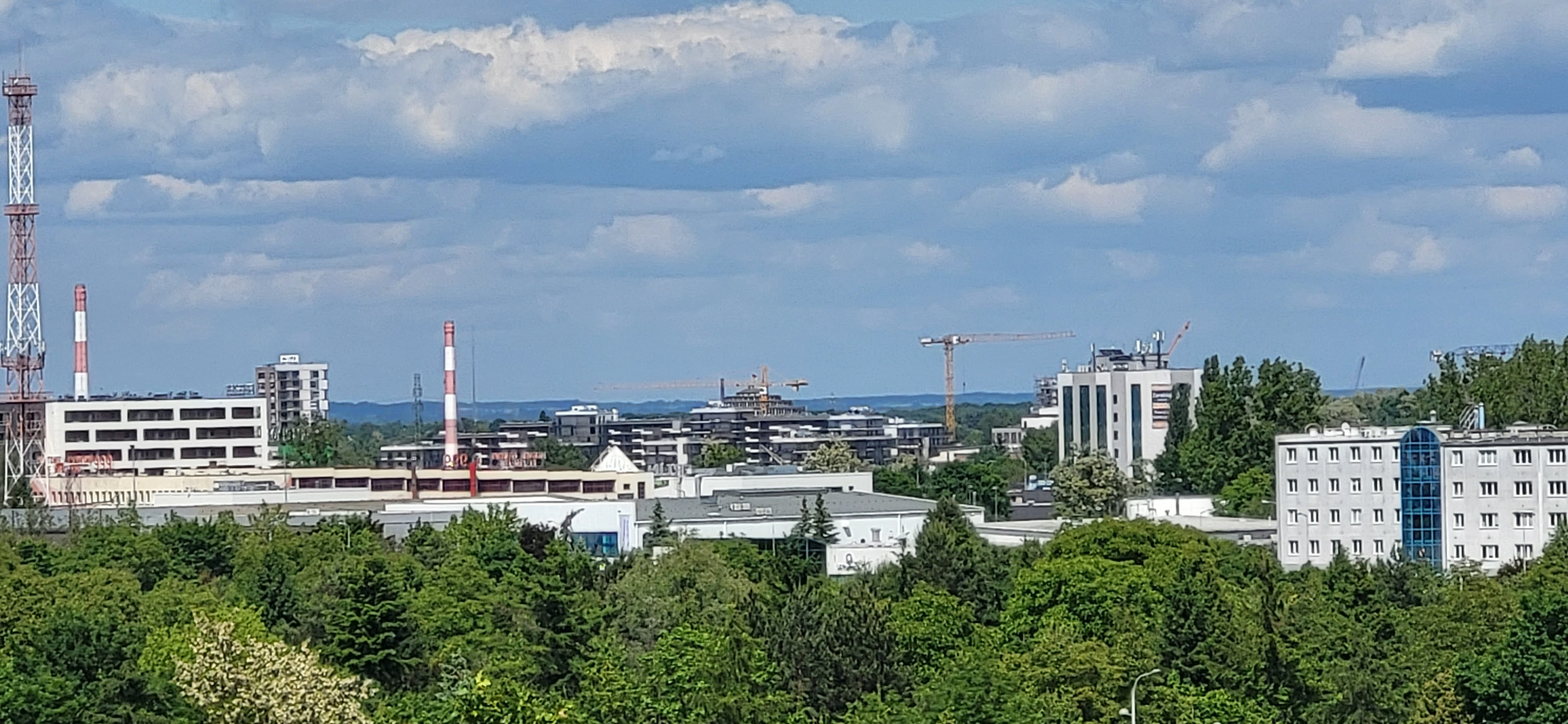
W głębi Hala Stulecia. Widok ze zbocza wsch. w kierunku płn.-wsch. Budynek przy prawej krawędzi należy do PSG (ul. Ziębicka 44)[33]. Biało-czerwona wieża przy lewej krawędzi: pogotowie na Ziębickiej - zauważ widoczne „999" na budynku obok
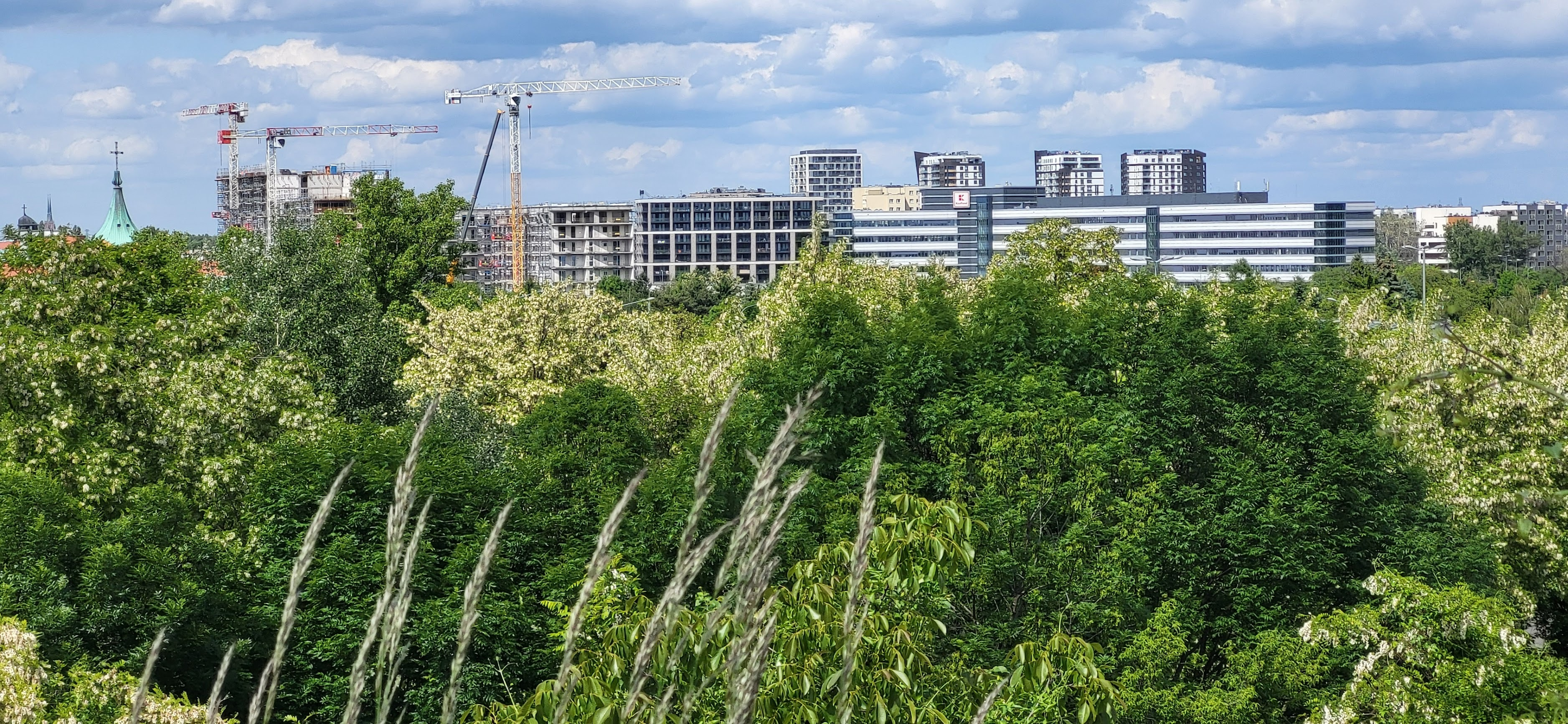
płn.-wsch.; lewa krawędź: wyższa zielona wieża z krzyżem – kośc. Ducha Świętego (ulica Bardzka), niższa z krzyżem – jego dzwonnica; pośrodku – wieże archikatedry św. Jana Chrzciciela
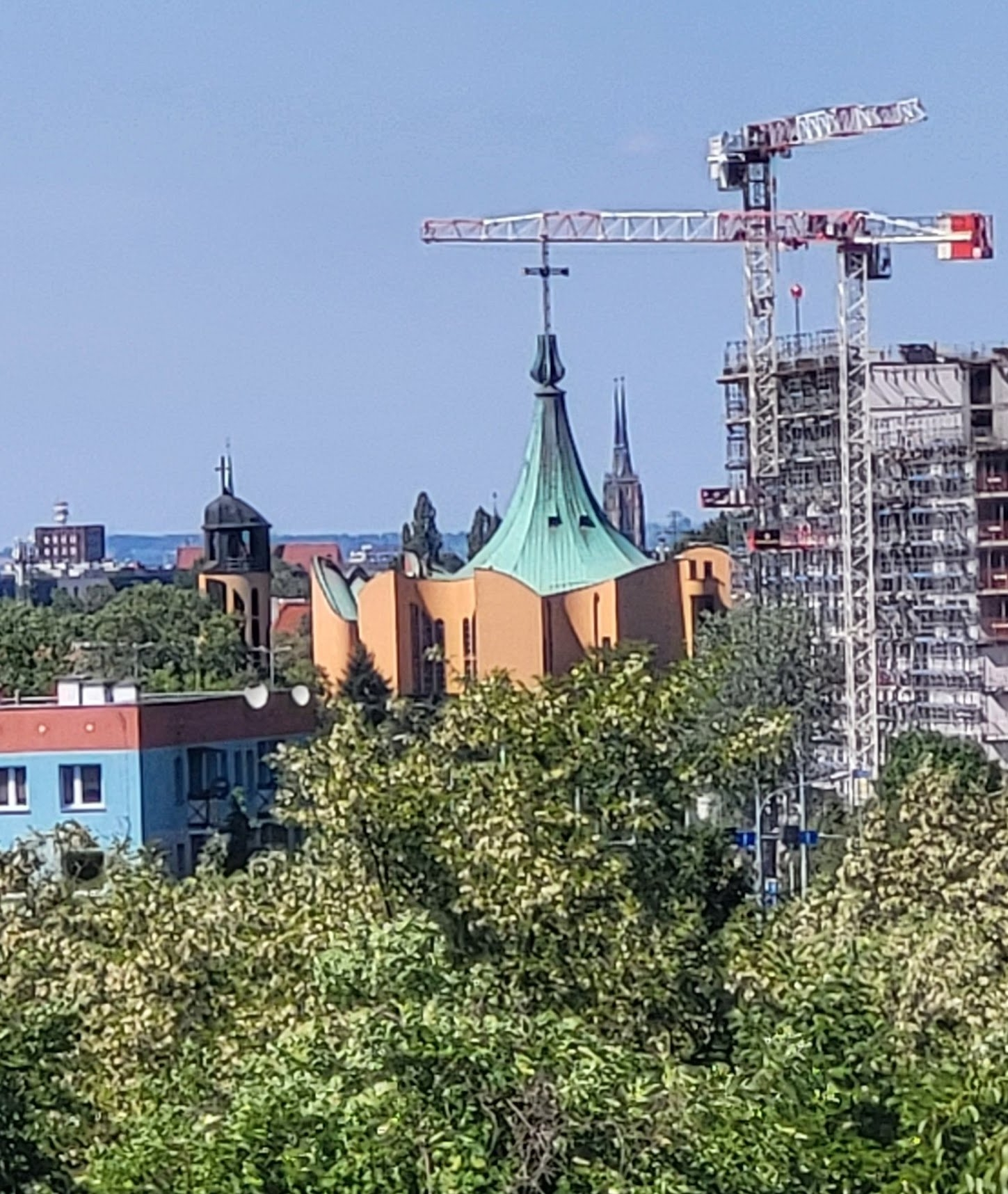
Na horyzoncie od lewej: Muzeum Poczty i Telekomunikacji, kościół Ducha Świętego, archikatedra św. Jana Chrzciciela

Widok z ulicy Bardzkiej.
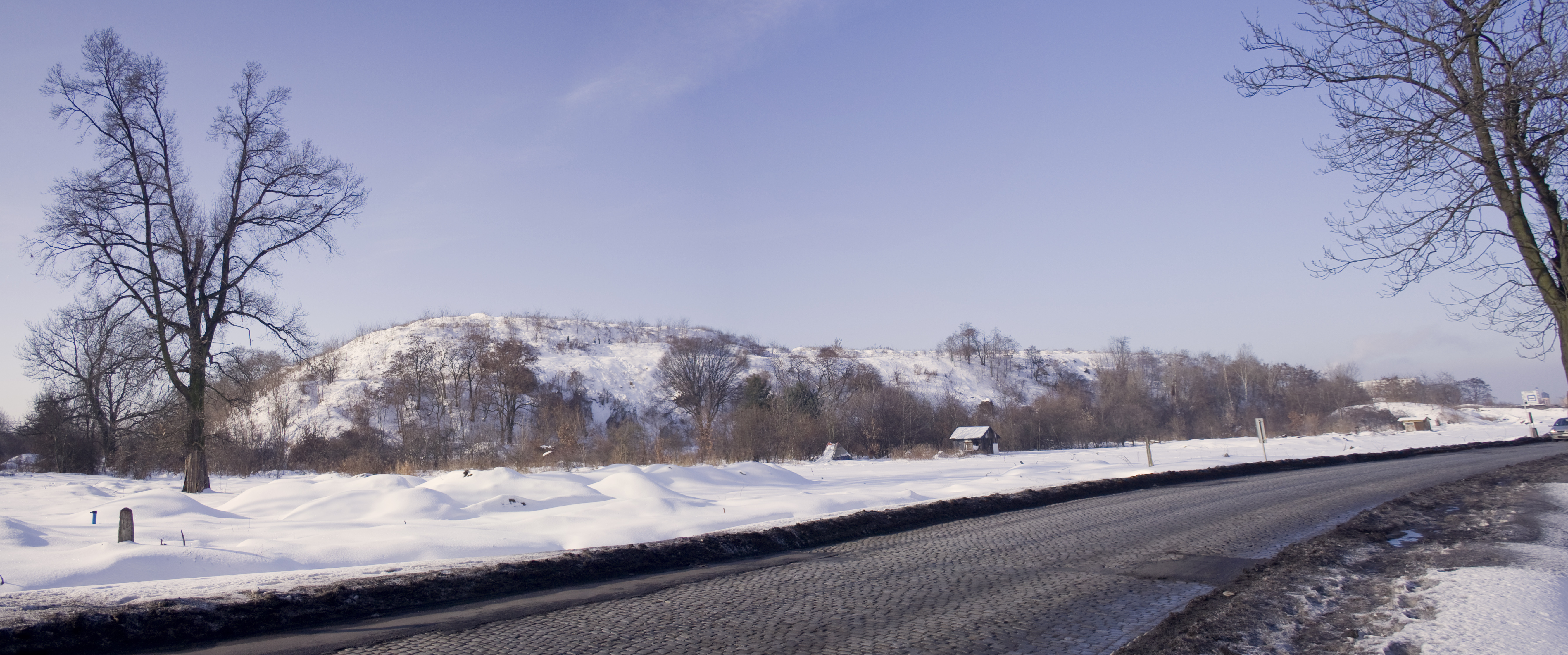
Wzgórze Gajowe od strony południowo-wschodniej. Widok z ulicy Buforowej, styczeń 2010 (data przesłania zdjęcia)
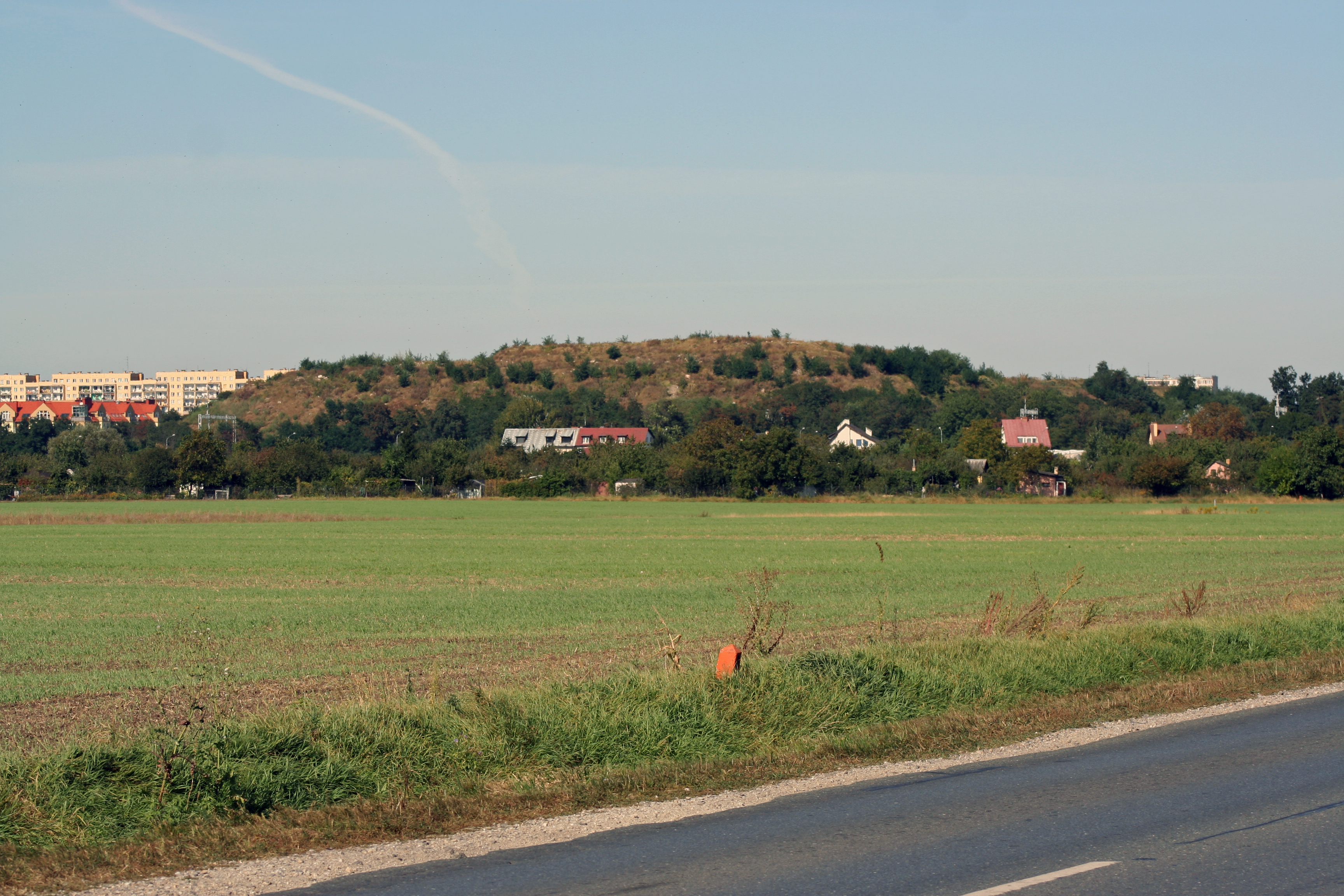
Strona południowo-wschodnia. 30 października 2009

## Historia

Scena z filmu Popiół i Diament, rok 1958

Przed II wojną światową w miejscu obecnego usypiska znajdowała się fabryka nawozów „Silesia”. 
W 1933 roku, według części źródeł, istniał tu krótko jeden z pierwszych w III Rzeszy obozów koncentracyjnych – KZ Dürrgoy. Jednak w 2016 r. urzędnicy wrocławskiego magistratu przyznali, iż dokładna lokalizacja obozu nie jest znana.
Po II wojnie światowej przewożono tu gruz ze zniszczonych we Wrocławiu budynków. Zasadnicze usypisko powstało jednak w latach pięćdziesiątych i sześćdziesiątych XX wieku.
W 1958 nakręcono tu scenę śmierci głównego bohatera filmu „Popiół i Diament”. Warto jednak zaznaczyć, że inne źródła wskazują na realizację tej sceny na terenie obecnego Wzgórza Andersa.
W latach 70. składowano tu odpady komunalne z południowych osiedli Wrocławia. Jednak nie wiadomo, co dokładnie było tu składowane, ponieważ w tamtym czasie nie prowadzono ewidencji odpadów. 
W 2005 roku wzgórze podwyższono, zwożąc tu ziemię z części Wzgórza Andersa podczas przygotowań do budowy wrocławskiego aquaparku.
Wzgórze należało do ulubionych miejsc Andrzeja Ś., seryjnego gwałciciela, który wykorzystywał je jako miejsce do wyszukiwania ofiar. Uznawany za najniebezpieczniejszego gwałciciela w polskiej historii. Pierwszego ataku dopuścił się na Wzgórzu Andersa w 1995 roku i działał we Wrocławiu przez 15 lat – aż do zatrzymania 5 września 2010 roku. Przestępstwom poświęcono miniserial dokumentalny „Będziesz następna” z 2023 roku. Na Wzgórzu Gajowym odbyła się jedna z wizji lokalnych przeprowadzanych podczas śledztwa. Przestępca miał opuścić więzienie w 2025 roku, jednak ostatecznie zdecydowano o umieszczeniu go w Krajowym Ośrodku Zapobiegania Zachowaniom Dyssocjalnym w Gostyninie.  

## Park przy Wzgórzu Gajowym
Park przylegający do Wzgórza Gajowego od strony ulicy Świeradowskiej jest określany przez jego administratora, Zarząd Zieleni Miejskiej we Wrocławiu, jako „Park przy Wzgórzu Gajowym”. Znajdują się w nim siłownia terenowa, ławki i alejki. Zajmuje 2,27 hektara.
Powstanie zawdzięcza 2921 głosom we wrocławskim budżecie obywatelskim z 2015 roku. Stan terenu sprzed realizacji projektu można zobaczyć na tablicy informacyjnej przy wejściu do parku (patrz galeria). W planach była również budowa placu zabaw, jednak do maja 2025 roku nie doszła ona do skutku.

Przez pewien czas na terenie parku działał „Grill Chillout Bar”, gdzie odbywały się koncerty, a odwiedzający mogli spożywać przekąski i alkohol. Jednak w 2025 roku nie planuje się jego ponownego otwarcia.

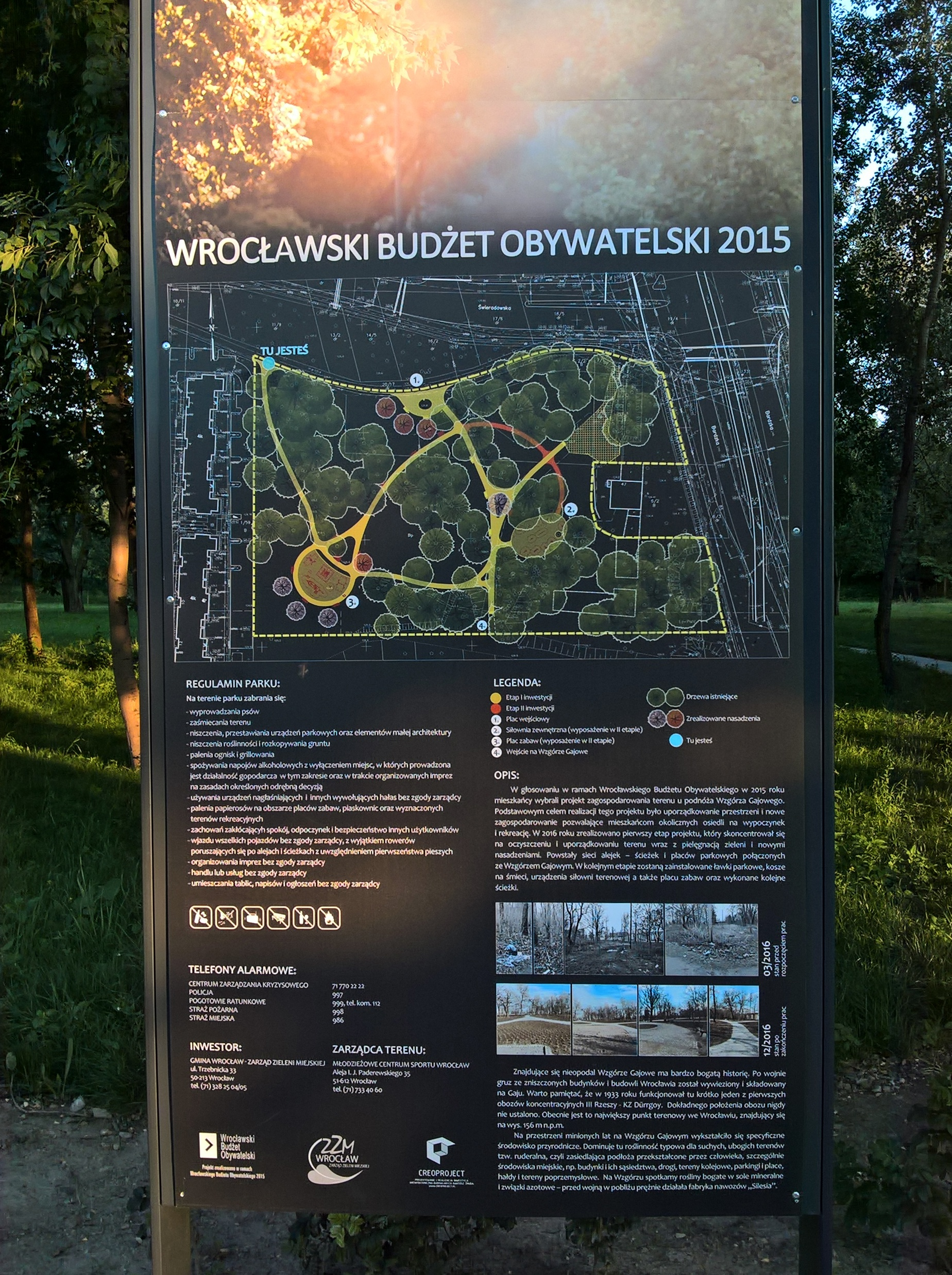
Tablica informacyjna przed wejściem do parku u podnóża Wzgórza Gajowego
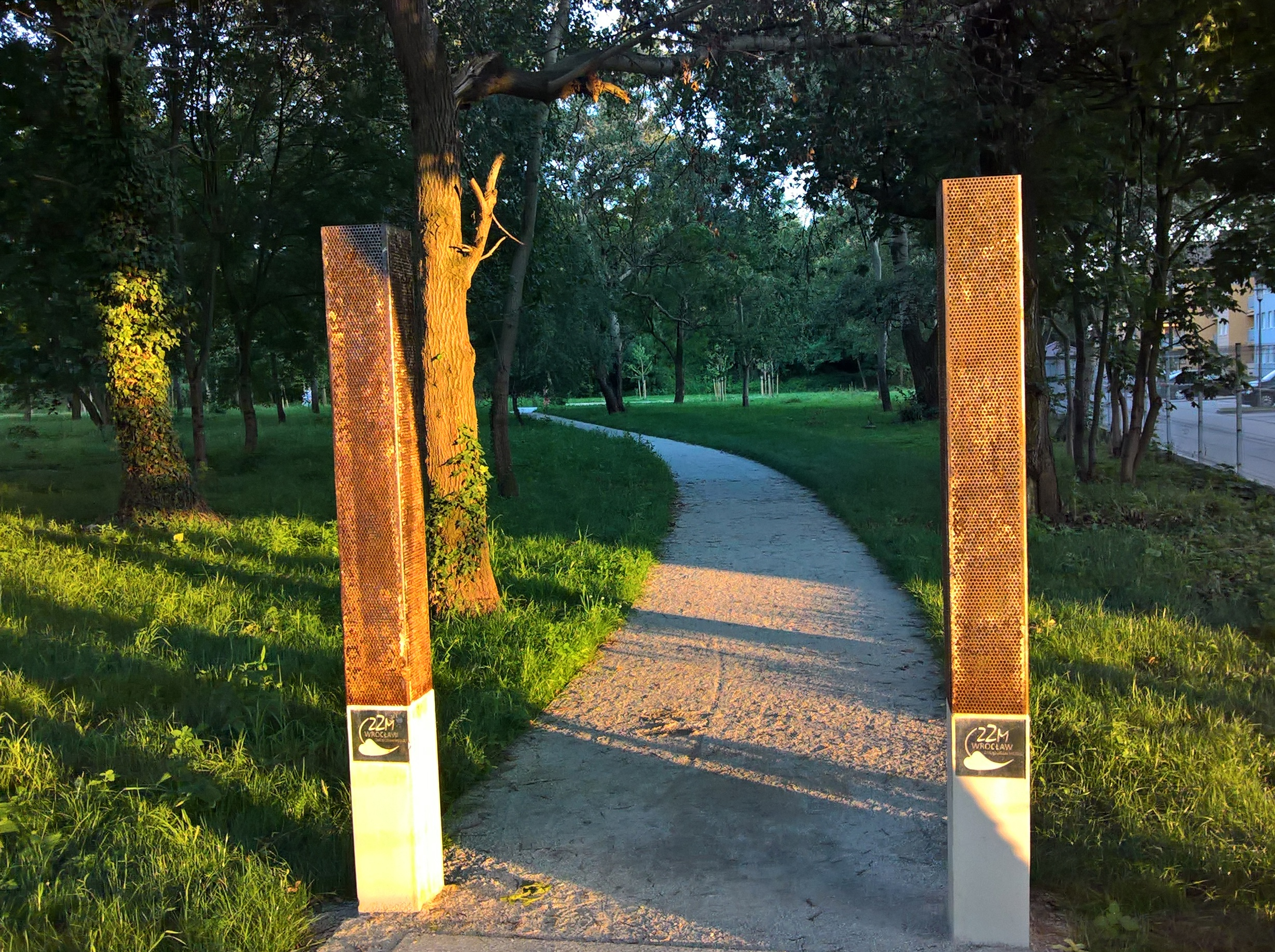
Wejście do parku u podnóża Wzgórza Gajowego
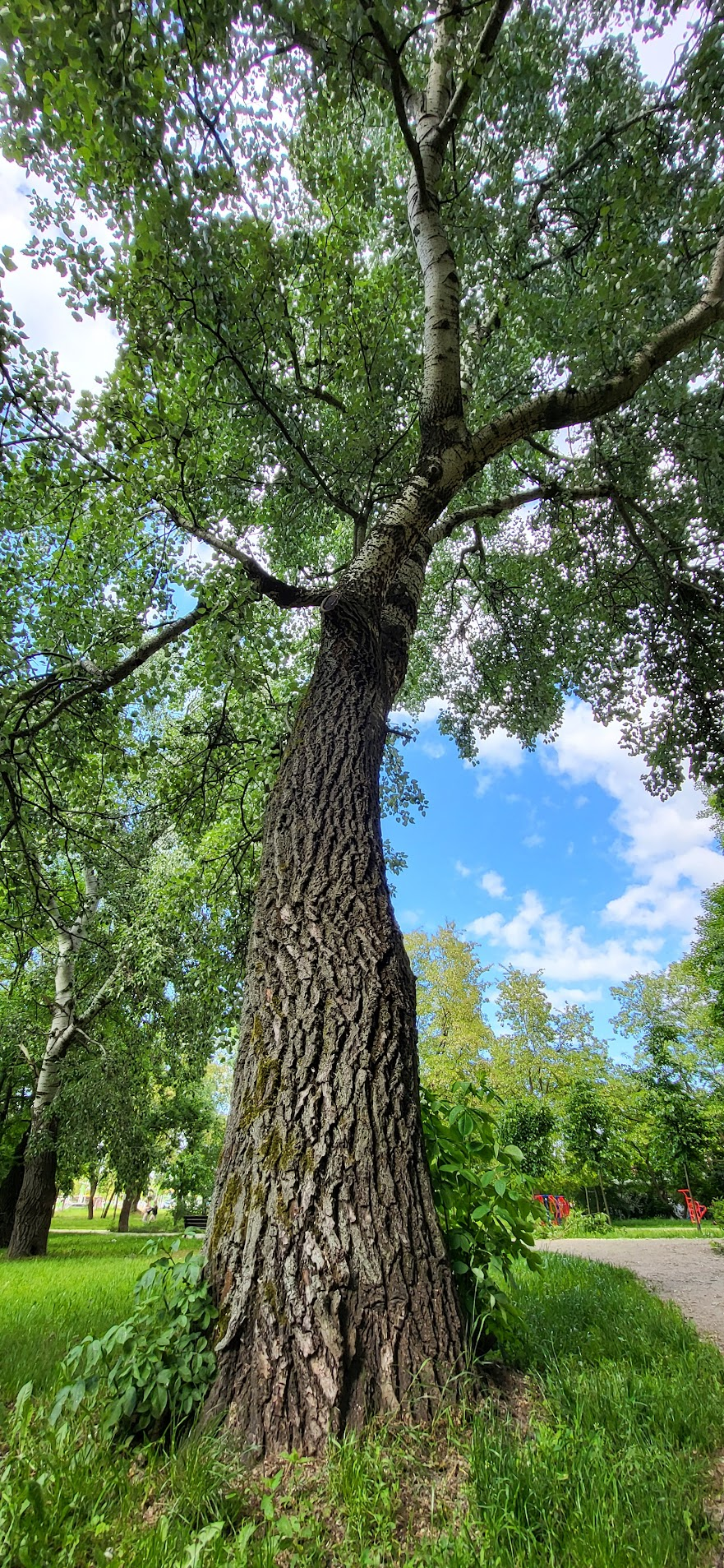
Topola osika, w tle siłownia terenowa
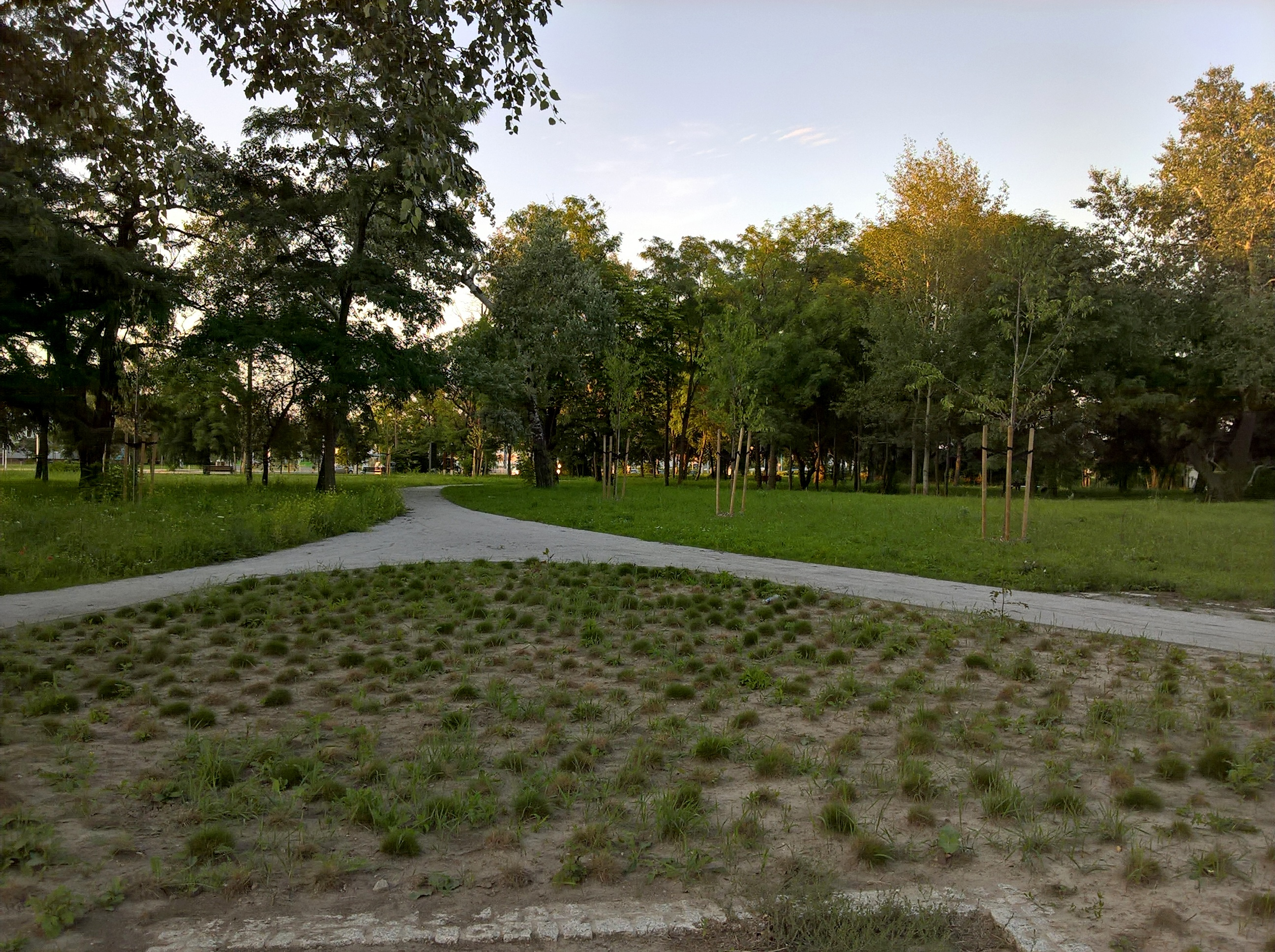
Park u podnóża Wzgórza Gajowego, lipiec 2017
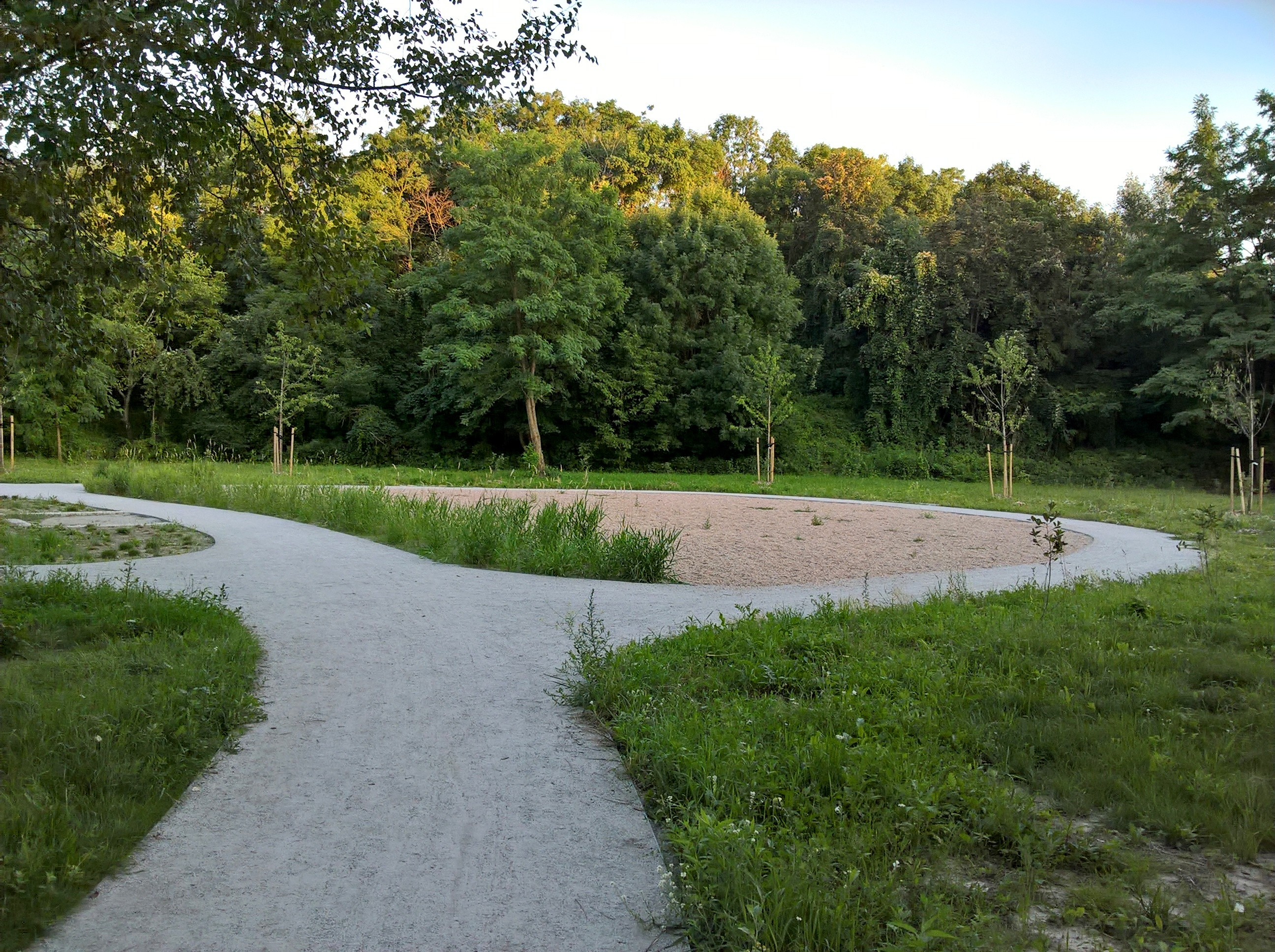
Park u podnóża Wzgórza Gajowego, lipiec 2017

## Propozycje zagospodarowania
Przez lata proponowano wiele koncepcji zagospodarowania terenu. Wiele propozycji związanych jest z rekreacją i sportem. Postulowano wybudowanie stoku narciarskiego, jednak ostatecznie miastu nie udało się znaleźć zainteresowanego tym pomysłem inwestora. Proponowano także utworzenie parku harcerskiego. 
Postuluje się zachowanie obiektu jako użytku ekologicznego.  
Zgłaszano propozycję upamiętnienia obozu koncentracyjnego działającego tu w 1933 roku.  
Wiele pomysłów wynika z Wrocławskiego Budżetu Obywatelskiego. Należy tu jednak zaznaczyć, że wyklucza on projekty związane z istotną wycinką drzew, co wynika z przyjętego przez gminę „Miejskiego Planu Adaptacji do Zmian Klimatu”.